# Raúl Campero Núñez
Raúl Campero Núñez   (Nayarit, 29 de novembre de 1919 - 31 d'octubre de 1980) va ser un genet mexicà que va competir durant la dècada de 1940.
El 1948 va prendre part en els Jocs Olímpics d'Estiu de Londres, on va disputar dues proves del programa d'hípica amb el cavall Tarahumara. En el concurs complet per equips va guanyar la medalla de bronze, mentre en el concurs complet individual fou vint-i-dosè.